# Radivoj Korać
Radivoj Korać, né le 5 novembre 1938 à Sombor (royaume de Yougoslavie) et mort le 2 juin 1969 à Sarajevo (république fédérative socialiste de Yougoslavie), est un joueur de basket-ball jouant pour la Yougoslavie, évoluant au poste d'ailier fort. Il a été élu membre, à titre posthume, du FIBA Hall of Fame.

## Biographie
Il a terminé sept fois meilleur marqueur de Yougoslavie, record qui n'a pas été approché depuis, Dražen Petrović n'en obtenant que quatre. Il est ainsi le deuxième meilleur marqueur de l'histoire du championnat yougoslave avec 5 281 points, seulement devancé par Dragan Kicanović, auteur de 5 485 points. Lors d'un match de coupe d'Europe en 1964 remporté 155 à 57 par OKK Belgrade face au  club d'Alvik Stockholm, il marque 99 points, réalisant une performance du niveau de celle de Wilt Chamberlain (100 points, record dans un match NBA, le 2 mars 1962).
En 1967, il obtient le droit d'aller jouer à l'étranger. Il évolue d'abord une saison au Standard de Liège, club qu'il conduit au titre en 1968. Puis la saison suivante, il rejoint le championnat italien. Évoluant avec le club de Padoue, il termine à la première place du classement des marqueurs avec 581 points.
Avec la sélection yougoslave, il participe à trois Jeux olympiques, lors des éditions de Rome en 1960, de Tokyo en 1964 et Mexico en 1968. Après une sixième puis une septième place, la Yougoslavie termine le tournoi de Mexico à la seconde place, derrière les États-Unis. Lors des jeux de Rome, Radivoj Korać termine meilleur marqueur de la compétition avec la moyenne de 24,12 points. Au total, Radivoje Korać participe à dix neuf rencontres olympiques, marquant 326 points.
Il remporte également deux médailles d'argent en championnat du monde, lors des éditions de 1963 et de 1967. Lors de cette dernière édition, il est nommé dans le meilleur cinq du tournoi. En championnat d'Europe, il remporte deux médailles d'argent à Belgrade en 1961 et à Moscou en 1965 et une médaille de bronze à Wroclaw en 1963. Lors de ces trois compétitions, il termine de nouveau meilleur marqueur.

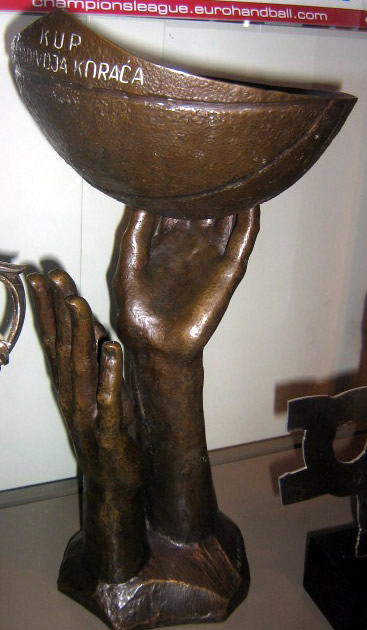
Trophée de la Coupe Korać.

Il meurt le 2 juin 1969, à l'âge de 30 ans, dans un accident de voiture près de Sarajevo. La fédération décréta que plus aucun match ne serait plus jamais joué à cette date. En hommage à sa mémoire, le secrétaire de la fédération internationale de basket-ball, William Jones, décide de créer une compétition européenne qui portera son nom, la Coupe Korać.
Lors de la saison 2007-2008, la FIBA Europe, dans le cadre des festivités entourant le cinquantenaire de la Coupe des clubs champions, désormais Euroligue, a nommé une liste de cinquante plus grands contributeurs du basket-ball européen. Il figure parmi les trente cinq joueurs choisis.

## Club
- OKK Belgrade
- Standard de Liège

## Palmarès

### Équipe nationale
Jeux olympiques d'été
- médaille d'argent aux Jeux olympiques 1968 à Mexico
- meilleur marqueur des Jeux olympiques 1960 et  Jeux olympiques 1964

championnat du monde
- médaille d'argent en 1963 et 1967

championnat d'Europe
- médaille d'argent en 1961 et 1965
- médaille de bronze 1963
- Meilleur marqueur des championnats d'Europe 1961 à Belgrade, 1963 à Wroclaw et 1965 à Moscou

Sélections
- 147 sélections

### Club
- Champion de Yougoslavie 1958, 1960, 1963, 1964
- 7 fois meilleur marqueur du championnat yougoslave 1957, 1958, 1960, 1962, 1963, 1964, 1965
- Vainqueur de la Coupe de Yougoslavie 1960 et 1961.
- Champion de Belgique 1968